# 唐炯
唐 炯（とう けい、Tang Jiong、1829年 ‐ 1909年）、字は鄂生。清末の官僚。
貴州省遵義出身。1849年、挙人となる。湖北布政使となった父の唐樹義に従って湖北省に赴き、金口で太平天国軍からの防衛の指揮にあたった。父の戦死後は、故郷に帰り遺骸を埋葬した。そのころ、貴州省では楊鳳の蜂起があり、唐炯は団練を率いて防衛にあたった。その功績で南渓県知県に任じられ、四川省に赴任した。
1856年、李永和と藍朝柱の蜂起がおこり四川省は騒然となったが、唐炯は兵を訓練し、蜂起軍との戦いにあたった。1858年、綿州で包囲されるが、3ヵ月にわたって守り抜くことに成功した。
1862年、太平天国の石達開軍が涪州を包囲したが、劉岳昭の湘軍とともに撃退した。翌年、大渡河で石達開を破って捕らえた。この功で綏定知府となり、書院の設立や悪法の改善に取り組んだ。
1867年、四川総督崇実の命で貴州省に赴き、号軍を鎮圧し、道員に昇進した。
1882年、張之洞・張佩綸の推薦で軍事に明るい唐炯は雲南布政使に抜擢され、さらに雲南巡撫に昇進した。しかし清仏戦争の際、前線に赴く途中で、和平が成ったとの誤報を耳にして引き返してしまった。この件によって巡撫を解任された。
その後、督弁雲南鉱務となり、雲南省の鉱業の振興に尽力した。1905年、引退。死後、太子少保を贈られた。